# Christian Vebel
Christian Vebel, né Christian Schewaebel le 12 janvier 1911 à El Kseur, en Algérie, et mort le 16 mai 2002 à La Celle-Saint-Cloud, est un chansonnier français.

## Biographie
Il est le fils du sous-préfet d'Oran Joseph Schewaebel et de son épouse, née Marie-Louise Piéchaud.
Il est l'auteur de chansons (dont Johnny Palmer en 1937, interprétée par Damia) et de sketches.
Il a longtemps été connu pour avoir écrit et interprété le spectacle inaugural du Théâtre des Trois Baudets à Paris.
Durant de nombreuses années, ce complice et ami de Pierre-Jean Vaillard et Georges Bernardet a participé aux spectacles du Caveau de la République et du Théâtre des Deux Ânes.